# C-Stoff
Il C-Stoff (in italiano Sostanza C) era il nome in codice del riducente impiegato come combustibile in alcuni razzi a propellente liquido prodotti in Germania durante la seconda guerra mondiale.
Fu sviluppato per l'utilizzo con il T-Stoff (una soluzione ad alta concentrazione di perossido di idrogeno) in modo da costituire insieme una miscela ipergolica.

## Storia
L'idrazina fu una sostanza chimica scoperta da Hermann Emil Fischer nel 1875 ma che rimase, fino alla seconda guerra mondiale, nulla più che una curiosità scientifica, data la sua difficile e costosa sintesi. Solo dopo la messa a punto di un processo produttivo efficiente (che prevedeva alte temperature e pressioni, nonché la disponibilità di materiali resistenti alla corrosione come l'acciaio inossidabile e componenti ceramici), la Germania riuscì a produrre in quantità idrazina idrata ad elevate concentrazioni.

## Composizione
Il C-Stoff, specificatamente studiato per reagire con il T-Stoff, era una miscela di metanolo, idrazina, acqua addizionata di un catalizzatore (Catalyst 431) necessario ad accelerare la dissociazione del perossido di idrogeno contenuto nel T-Stoff con la conseguente combustione dell'ossigeno liberato con il C-Stoff. Dal momento che la dissociazione del perossido è fortemente esotermica, il calore liberato era sufficiente all'innesco spontaneo della combustione.
| Metanolo                 | CH3OH       | ~57% in peso         |
| Idrazina idrata          | N2H4 · H2O  | ~30% in peso         |
| Acqua                    | H2O         | ~13% in peso         |
| Cuprocianuro di potassio | K3[Cu(CN)4] | 4~6 grammi per litro |

## Impiego
Fu utilizzato, come combustibile, in combinazione con l'ossidante T-Stoff sui Messerschmitt Me 163 e Me 263 in un rapporto di circa 1:3. Dal momento che le due sostanze erano indistinguibili ad occhio, fu sviluppato un complesso sistema di prova per assicurare che ogni propellente fosse versato nel rispettivo serbatoio del Me 163. Questo perché, essendo la combinazione di T-Stoff e C-Stoff ipergolica, una accidentale contaminazione con i rispettivi residui avrebbe comportato una sicura esplosione. Un altro fattore di rischio era l'alta tossicità del composto per gli esseri umani.
Dopo la seconda guerra mondiale furono costruiti nel Regno Unito alcuni prototipi sperimentali di motori a razzo basati sui precedenti motori tedeschi, utilizzando le stesse miscele per l'ossidante ed il combustibile (in questo caso denominato C-fuel).